# Destruction of Silence
Destruction of Silence ist ein Spielfilm von Jakob Gisik aus dem Jahr 2013 und wurde von JAKALE Film produziert. Das deutsche Kriegsdrama wurde am 21. September 2013 in Kassel uraufgeführt und erschien kurz darauf auf DVD.

## Handlung
April 1945 in den letzten Ausläufern des Zweiten Weltkrieges. Aus dem Off erzählt ein alter Mann die folgende Geschichte.
Jack Brown ist gerade als GI in Deutschland stationiert worden. Er meldet sich bei seinem Captain. Dieser eröffnet ihm, dass Kassel von ihnen komplett zerstört wurde und die deutschen langsam keinen Widerstand mehr leisten. Mit etwas Glück muss er nicht lange bleiben. Er weist Jack dem zweiten Platoon zu. Während Jack darauf wartet, dass er abgeholt wird, fliegen über ihn amerikanische Bomber hinweg, denen er hinterherschaut.
Ein Jeep fährt auf den Hof eine US-Hauptquartiers. Der Lieutenant steigt aus und unterhält sich mit dem Captain. Er kommt gerade von einer Patrouillenfahrt. Er berichtet, dass es keine Feindkontakte mehr zu vermelden gibt. Die Zivilisten fliehen. Anthony, einer der GIs, hört das Gespräch mit und rennt zu seinem Platoon, zu dem auch Jack Brown gehört. Aufgeregt berichtet er, dass der Krieg bald vorbei sein wird, doch die anderen reagieren nicht. Sowas hören sie ständig. Ein weiterer Jeep kommt auf den Hof gefahren. Ein gefangener SS-Offizier wird von ein paar GIs abgeführt. Unter ihnen auch Mason, der jetzt zurück zu seinem Platoon kommt. Er begrüßt Jack sehr harsch.
Am nächsten Tag fährt das Platoon mit Jeeps auf eine weitere Patrouillenfahrt. Sie fahren an zerstörten Panzern vorbei. Und sehen ein amerikanisches Jagdbombergeschwader. Sie kommen an einer Straßensperre an, die von ihren eigenen Leuten errichtet wurde. Die Straße ist nicht sicher, also müssen sie zu Fuß weiter. Auf einer Lichtung hält das Platoon an. Jack hört wieder ein Geräusch. Der Sergeant befiehlt ihm das zu überprüfen. Jack entdeckt den kleinen deutschen Waisenjungen Philipp Schmidt im Unterholz. Er reicht ihm die Hand und nimmt ihn unter seine Fittiche. Es nähern sich Wehrmachtssoldaten. Die GIs entdecken die Deutschen und ein Feuergefecht entbrennt. Jack begibt sich mit dem Jungen in Deckung. Viele der Amerikaner sterben. Mit dem Mut der Verzweiflung nimmt er den kleinen Jungen auf den Arm und kann von der Lichtung entkommen.
Jack und der kleine Junge irren durch den Wald. Sie erzählen sich gegenseitig ihre Geschichten und lernen sich dabei besser kennen. Sie kommen an eine Scheune. Jack versteckt den Jungen auf einem Heuboden und erkundet das Gebiet. Ein deutscher Soldat entdeckt ihn und will ihn erschießen, aber Jack kommt ihm zuvor und kann ihn erstechen.
Daraufhin gelangen Jack und der Junge an eine Straße, über die sie flüchtende deutsche Zivilisten beobachten können. Jack wird von einem deutschen Soldaten entdeckt und bewusstlos geschlagen.
Der Film springt in die Gegenwart:
Wir sehen einen alten Mann in einem Fernsehstudio, der von einem Kamerateam interviewt wird und die Erzählerstimme im Off war. Wir erfahren, dass er der kleine Junge Philipp Schmidt von damals ist. In seinen Gedanken sieht er plötzlich den GI Jack Brown vor sich. Er steht auf, verlässt das Studio und folgt seinen Illusionen nach draußen. Als er ihn aus den Augen verliert, erleidet er einen Herzinfarkt.

## Hintergrund
Nachdem Jakob Gisik bereits 2012 mit seinem Kurzfilm Zweimal über den Horizont das Thema Zweiter Weltkrieg aufgegriffen hatte, kehrte er für Destruction of Silence (Arbeitstitel: Abriss der Stille) thematisch wieder in diese Zeit zurück.
Gedreht wurde der Film in englischer Sprache, wurde aber auf Deutsch synchronisiert.

## Kritiken
„Geschickt in Szenen gesetzte Momente und stimmungsvolle Bilder.“

„Destruction of Silence ist eine echte Newcomer-Überraschung, die sich Fans des Genres nicht entgehen lassen sollten.“

„Destruction of Silence ist es hier gelungen, dem Zuschauer die Geschichte voller Leid und Tod, aber auch Vertrauen und tiefer Freundschaft, überzeugend nahe zu bringen.“